# Août 1806

## Événements

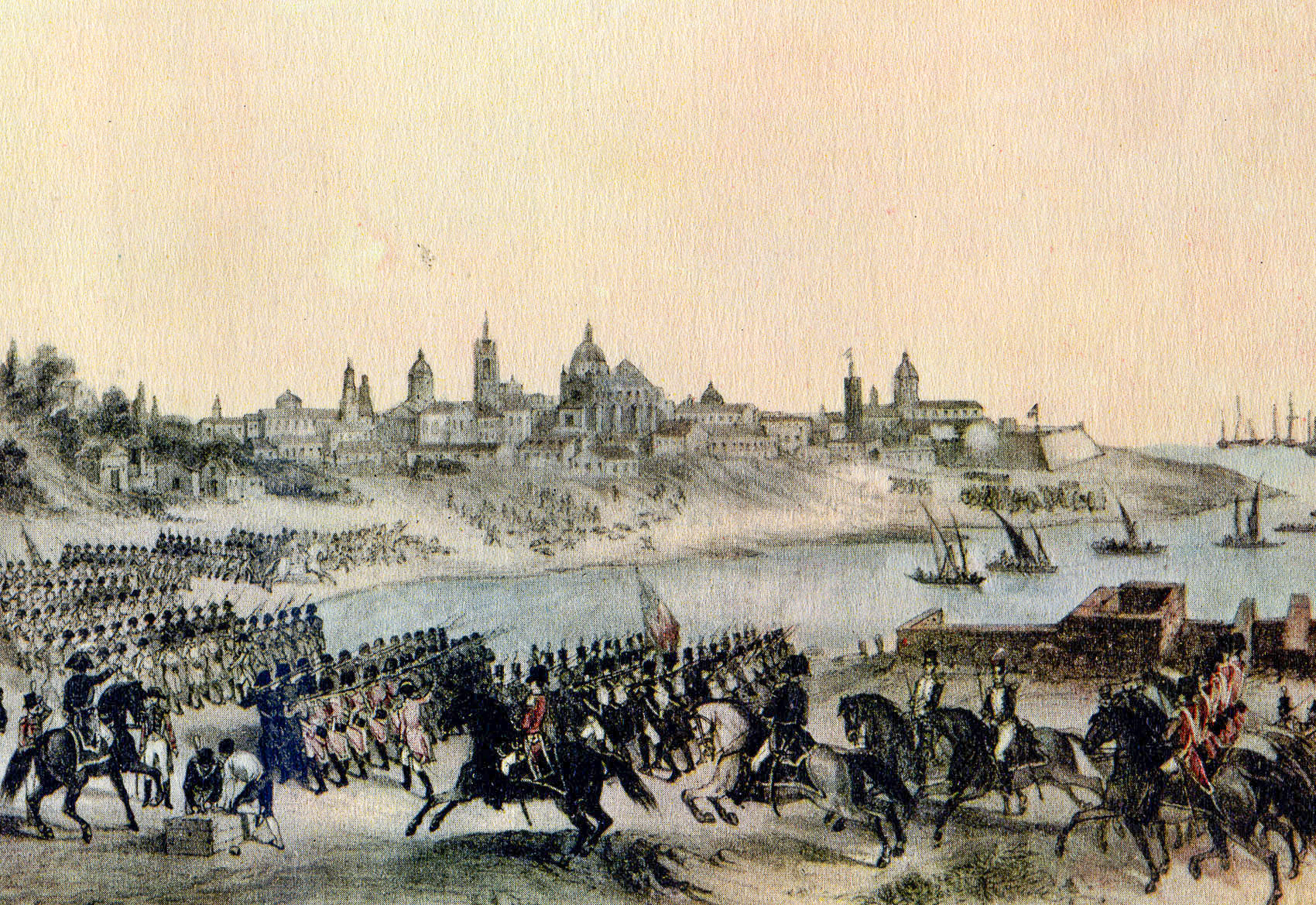
Attaque de Buenos Aires.

- Couronnement de Ang Chan II, roi du Cambodge[1] (fin de règne en 1834).

- 2 août : suppression des droits féodaux à Naples[2].
- 3 août, La Vela de Coro[3] : échec du soulèvement séparatiste au Venezuela dirigé par le Créole Francisco de Miranda, soutenu par le Royaume-Uni qui entend obtenir des facilités de commerce avec l’Amérique latine.
- 6 août : l’empereur d’Autriche délie les Allemands du serment de fidélité à l’Empereur. C’est la fin du Saint-Empire romain germanique. François II prend le titre d'empereur d'Autriche sous le nom de François Ier[4].
- 12 août : capitulation des Britanniques à Buenos Aires à la suite de l’intervention des milices populaires formées par Liniers[5].
- 13 août : victoire des insurgés serbes sur l'empire ottoman à la bataille de Mišar[6].
- 14 août, France : extension à tout l'Empire de la constitution des grands fiefs héréditaires.
- 15 août : célébration de la Saint-Napoléon et pose de la première pierre de l'arc de triomphe de l'Étoile.
- 22 août : décès de Jean Honoré Fragonard à Paris.

## Naissances
- 10 août : Julius Weisbach (mort en 1871), mathématicien et ingénieur allemand.
- 17 août : Johann Kaspar Mertz, guitariste et compositeur autrichien († 14 octobre 1856).

## Décès
- 3 août : Michel Adanson (° 1727), botaniste français.
- 22 août : Jean-Honoré Fragonard, peintre français (° 5 avril 1732).
- 23 août : Charles Augustin De Coulomb, physicien français (° 14 juin 1736).